# Лагарриг (Тарн)
Лагарри́г (фр. Lagarrigue, окс. La Garriga) — коммуна во Франции, находится в регионе Юг — Пиренеи. Департамент — Тарн. Входит в состав кантона Мазаме-1. Округ коммуны — Кастр.
Код INSEE коммуны — 81130.

## География
Коммуна расположена приблизительно в 590 км к югу от Парижа, в 70 км восточнее Тулузы, в 45 км к югу от Альби.
По территории коммуны протекает река Дюранк.

## Климат
Климат умеренно-океанический. Зима мягкая и дождливая, лето жаркое с частыми грозами. Ветры довольно редки.

## Население
Население коммуны на 2010 год составляло 1774 человека.
| 1962 | 1968 | 1975 | 1982 | 1990 | 1999 | 2010 |
| ---- | ---- | ---- | ---- | ---- | ---- | ---- |
| 645  | 764  | 929  | 1320 | 1695 | 1640 | 1774 |

## Администрация
| Период | Период | Фамилия      | Партия                      | Примечания               |
| ------ | ------ | ------------ | --------------------------- | ------------------------ |
| 2001   | 2014   | Мишель Бенуа | беспартийный → Разные левые | член генерального совета |
| 2014   | 2020   | Венсан Колом |                             |                          |

## Экономика
В 2007 году среди 1185 человек в трудоспособном возрасте (15—64 лет) 869 были экономически активными, 316 — неактивными (показатель активности — 73,3 %, в 1999 году было 74,7 %). Из 869 активных работали 797 человек (413 мужчин и 384 женщины), безработных было 72 (31 мужчина и 41 женщина). Среди 316 неактивных 94 человека были учениками или студентами, 144 — пенсионерами, 78 были неактивными по другим причинам.